# Manuihei Teaha
Manuihei Teaha (* 26. Dezember 2007) ist ein französischer Leichtathlet aus Französisch-Polynesien, der sich auf den Sprint spezialisiert hat.

## Sportliche Laufbahn
Erste Erfahrungen bei internationalen Meisterschaften sammelte Manuihei Teaha im Jahr 2022, als er bei den U18-Ozeanienmeisterschaften in Mackay mit 5,60 m den fünften Platz im Weitsprung belegte. Im Jahr darauf startete er dank einer Wildcard im 100-Meter-Lauf bei den Weltmeisterschaften in Budapest und schied dort mit 11,66 s in der Vorausscheidungsrunde aus. Im November schied er bei den Pazifikspielen in Honiara mit 11,38 s im Vorlauf über 100 Meter aus und belegte im Hochsprung mit 1,85 m den siebten Platz. Zudem gelangte er mit der 4-mal-100-Meter-Staffel mit 43,82 s auf den siebten Platz. 2024 schied er bei den Hallenweltmeisterschaften in Glasgow mit 7,25 s in der Vorrunde im 60-Meter-Lauf aus.

## Persönliche Bestleistungen
- 100 Meter: 11,66 s (−0,8 m/s), 19. August 2023 in Budapest
  - 60 Meter (Halle): 7,25 s, 1. März 2024 in Glasgow
- Hochsprung: 1,85 m, 1. Dezember 2023 in Honiara
- Weitsprung: 5,60 m, 7. Juni 2022 in Mackay